# Série de pièces commémoratives américaines pour le centenaire de Boys Town
La série de pièces commémoratives américaines pour le centenaire de Boys Town est une série commémorative, non circulante, émise par la Monnaie des États-Unis en 2017 et frappée aux Monnaies de Philadelphie, de West Point, de Denver et de San Francisco.
Elle est autorisée par la loi publique 114-30 du 6 juillet 2015 qui demande au secrétaire au Trésor de frapper des pièces afin de célébrer le 100e anniversaire de l'organisation Boys Town (en).
La série se compose d'une pièce de 5 dollars (half eagle) en or, d'une pièce de 1 dollar en argent et d'une pièce d'un demi-dollar en alliage cuivre-nickel. Les bénéfices tirés de la vente des pièces sont versés à Boys Town pour mener à bien la cause de l'association qui consiste à s'occuper et à aider les enfants et les familles dans les communautés défavorisées à travers les États-Unis.

## Contexte
Boys Town (en) est fondé le 12 décembre 1917 en tant qu'orphelinat pour garçons. Connue à l'origine sous le nom de The City of Little Men (la ville des petits hommes), l'organisation est créée par Edward J. Flanagan, un prêtre catholique romain, alors qu'il travaille dans le diocèse d'Omaha. Grâce à un prêt de 90 dollars, il loue d'abord une maison à l'angle de la 25e rue et de la rue Dodge, à Omaha, pour s'occuper de cinq garçons, dont le premier s'appelle John Kresse. À partir de ces débuts, la cité des petits hommes développe de nouvelles méthodes de prise en charge des mineurs dans l'Amérique du XXe siècle, en mettant l'accent sur la « préparation sociale comme modèle pour les foyers publics pour garçons du monde entier ».

## Législation
Le projet de loi H.R.893 est introduit à la Chambre le 11 février 2015 par le représentant républicain du Nebraska, Jeff Fortenberry. Il demande au secrétaire au Trésor la frappe de pièces commémoratives afin de célébrer le 100e anniversaire de l'organisation Boys Town. La Chambre approuve le projet après débat et amendement le 23 juin et l'envoie au Sénat le lendemain. Celui-ci l'approuve le surlendemain et le présente le jour suivant au président Barack Obama, qui le signe le 6 juillet 2015 pour en faire la loi publique 114-30.

## Dessins
La sélection finale des dessins est effectuée par le secrétaire au Trésor après consultation du directeur exécutif national de Boys Town, de la Commission des beaux-arts des États-Unis et du comité consultatif des citoyens sur les pièces de monnaie. La cérémonie de dévoilement des pièces, qui se déroule le 23 août 2016, est organisée conjointement par la Monnaie des États-Unis et Boys Town. Les dessins sont approuvés par la secrétaire adjointe au Trésor, Sarah Bloom Raskin (en).

### Demi-dollar
L'avers du demi-dollar en cupronickel représente un frère aîné tenant la main de son cadet en 1917. Ils marchent vers le foyer pour garçons du père Flanagan et le pylône des années 1940, qui représente ce qui va devenir Boys Town. Les inscriptions sont BOYS TOWN, sur la colonne, les deux dates 1917 et 2017 à gauche et à droite de celle-ci, IN GOD WE TRUST, LIBERTY et SAVING CHILDREN (sauver des enfants). Cette face est conçue par l'artiste médailliste Renata Gordon et sculptée par Chris Costello, du programme Artistic Infusion,.
Le revers présente un quartier actuel de Boys Town où les enfants sont éduqués et élevés par des familles bienveillantes. Ces foyers constituent le réseau de soutien pour les jeunes adultes qui, plus tard, obtiendront leur diplôme de fin d'études secondaires et participeront au programme Boys Town. Les légendes qui y apparaissent sont le pays émetteur, UNITED STATES OF AMERICA, la devise latine E PLURIBUS UNUM, HEALING FAMILIES (guérir les familles) et la valeur faciale, HALF DOLLAR. Ce côté est créé par l'artiste médailliste Phebe Hemphill et sculptée par Chris Costello,.

### Dollar
L'avers du dollar en argent Boys Town, une création d'Emily Damstra sculptée par Joseph Menna, montre une jeune fille assise seule et regardant les branches d'un chêne à la recherche d'une aide. Le grand espace vide, appelé espace négatif par les concepteurs de pièces, est intentionnel et symbolise le sentiment de solitude, d'isolement et d'impuissance de l'enfant. Les inscriptions présentes sont BOYS TOWN, dont les deux mots sont séparés par lea branche de chêne, When you help a child today… (quand vous aidez un enfant aujourd'hui), IN GOD WE TRUST et LIBERTY ainsi que la double date, 1917-2017,. 
Le revers de la pièce, réalisé par les deux mêmes artistes, représente un très grand chêne qui offre un abri et un sentiment d'appartenance à une famille qui se tient par la main sous l'arbre, y compris la jeune fille de l'avers. Parmi les inscriptions de cette face se trouve la deuxième partie de la phrase de l'avers, …you write the history of tomorrow (vous écrivez l'histoire de demain) à la laquelle s'ajoute UNITED STATES OF AMERICA, ONE DOLLAR et la devise E PLURIBUS UNUM,.

### Half eagle
L'avers de la pièce de 5 dollars en or, une création de Donna Weaver sculptée par Don Everhart, représente un portrait du fondateur de Boys Town, Edward J. Flanagan. Les légendes présentes sur cette face sont BOYS TOWN CENTENNIAL en haut de la pièce, IN GOD WE TRUST à droite du portrait, FR. EDWARD FLANAGAN à gauche et la date d'émission, 2017, surmonté de LIBERTY dans le bas de la pièce,.
Le revers, également œuvre de Donna Weaver, mais sculpté par Jim Licaretz, représente une main tendue tenant un jeune chêne poussant à partir d'un gland, ce qui représente le potentiel de chaque enfant à devenir un adulte productif grâce à l'aide apportée par Boys Town. Les inscriptions comprennent le pays émetteur, UNITED STATES OF AMERICA, la phrase THE WORK WILL CONTINUE (le travail continuera), la valeur faciale, FIVE DOLLARS et la devise E PLURIBUS UNUM,.

## Production et vente
La loi qui autorise la frappe de la série commémorative permet une émission maximale de 50 000 pièces de 5 dollars en or, 350 000 pièces de 1 dollar en argent et 300 000 pièces d'un demi-dollar en alliage cuivre-nickel,. La Monnaie de West Point est chargée de frapper les deux versions, brillant universel et belle épreuve, du half eagle tandis que sa consœur de Philadelphie émet les deux finitions du dollar. La succursale de San Francisco s'occupe des demi-dollars en qualité brillant universel et celle de Denver des belle épreuve. La série est disponible à la vente à partir du 9 mars 2017.
Les ventes totales de la pièce en or atteignent 10 316 pièces — 7 377 belle épreuve au prix de départ de 400,45 dollars et 2 939 brillant universel pour 395,45 dollars. Quant au dollar, 43 955 exemplaires sont vendus, dont 31 648 en qualité belle épreuve au prix de 47,95 dollars et 12 307 en finition brillant universel pour 46,95 dollars. Finalement, les demi-dollars s'écoulent au nombre de 38 773 — 23 212 belle épreuve à 21,95 $ et 15 561 brillant universel à 20,95 $. Les prix de ces pièces augmente de 5 dollars à partir du 10 avril,.
Les bénéfices tirés de la vente des pièces sont versés à Boys Town pour mener à bien la cause de l'association qui consiste à s'occuper et à aider les enfants et les familles dans les communautés défavorisées à travers les États-Unis.

## Distinctions
David J. Ryder, directeur de la Monnaie des États-Unis, reçoit deux prix au nom de la Monnaie le 2 février 2019 à la Foire mondiale de la monnaie à Berlin. L'une de ces pièces et le dollar en argent Boys Town qui remporte le prix de la pièce la plus inspirante. Il déclare : « L'attribution à la pièce Boys Town du titre de pièce la plus inspirante en dit long sur la capacité de nos artistes à transmettre des émotions, je suis si fière d'eux »,.